# Jaka Hvala
Jaka Hvala (Ponikve, Tolmin, 15. srpnja 1993.), slovenski skijaš skakač. Skače na Elanovim skijama.
Član kluba SSK Ponikve. Na svjetskim juniorskim prvenstvima u skijaškim skokovima osvojio je dva zlata, srebro i broncu. 2010. u Hinterzartenu osvojio je broncu u momčadskoj konkurenciji na maloj skakaonici, 2012. u Erzurumu srebro u pojedinačnoj konkurenciji na maloj skakaonici, a 2013. u Libercu zlato na maloj skakaonici u pojedinačnoj i momčadskoj konkurenciji.
Debitirao je u Svjetskom kupu u Zakopanama 2012. gdje je završio na 29. mjestu. Nakon malog prekida, osvojio je bodove u Lahtiju devetim mjestom i u Oslu osmim mjestom. U Oslu je bio drugi nakon prve serije. Najbolji mu je skok 213 metara koji je skočio 2012. na Planici. U svjetskom kupu Hvala je osvojio jedno prvo i jedno treće mjesto sa Slovenijom u momčadskoj konkurenciji. Prvu pobjedu u svjetskom kupu u pojedinačnoj konkurenciji ostvario je 13. veljače 2013. u Klingenthalu.

## Svjetski kup
Plasmani na pobjednička postolja.

### Pojedinačno
| Sezona      | Datum             | Lokacija              | Plasman |
| ----------- | ----------------- | --------------------- | ------- |
| 2012./2013. | 13. veljače 2013, | Klingenthal, Njemačka | 1,      |

### Momčadski
| Sezona      | Datum               | Lokacija              | Plasman |
| ----------- | ------------------- | --------------------- | ------- |
| 2012./2013. | 30. studenoga 2012, | Kuusamo, Finska       | 3rd     |
| 2012./2013. | 11. siječnja 2013.  | Zakopane, Poljska     | 1.      |
| 2012./2013. | 9. veljače 2013.    | Willingen, Njemačka   | 1.      |
| 2012./2013. | 17. veljače 2013.   | Oberstdorf, Njemačka  | 3.      |
| 2013./2014. | 23. studenoga 2013. | Klingenthal, Njemačka | 1.      |

## Vanjske poveznice
- Jaka Hvala na stranicama Međunarodne skijaške federacije